# Берлінгтон (Іллінойс)
Берлінгтон (англ. Burlington) — селище (англ. village) в США, в окрузі Кейн штату Іллінойс. Населення — 535 осіб (2020).

## Географія
Берлінгтон розташований за координатами 42°3′10″ пн. ш. 88°34′11″ зх. д. / 42.05278° пн. ш. 88.56972° зх. д. (42.052883, -88.569769).  За даними Бюро перепису населення США в 2010 році селище мало площу 18,51 км², уся площа — суходіл.

## Демографія
Згідно з переписом 2010 року, у селищі мешкало 618 осіб у 240 домогосподарствах у складі 175 родин. Густота населення становила 33 особи/км².  Було 259 помешкань (14/км²).
Расовий склад населення:
| - 98,5 % — білих - 0,8 % — азіатів |

До двох чи більше рас належало 0,5 %. Частка іспаномовних становила 4,4 % від усіх жителів.
За віковим діапазоном населення розподілялося таким чином: 23,8 % — особи молодші 18 років, 64,9 % — особи у віці 18—64 років, 11,3 % — особи у віці 65 років та старші. Медіана віку мешканця становила 40,3 року. На 100 осіб жіночої статі у селищі припадало 109,5 чоловіків;  на 100 жінок у віці від 18 років та старших — 101,3 чоловіків також старших 18 років.
Середній дохід на одне домашнє господарство  становив 77 143 долари США (медіана — 62 000), а середній дохід на одну сім'ю — 88 399 доларів (медіана — 85 313). Медіана доходів становила 49 135 доларів для чоловіків та 41 250 доларів для жінок. За межею бідності перебувало 11,2 % осіб, у тому числі 24,0 % дітей у віці до 18 років та 0,0 % осіб у віці 65 років та старших.
Цивільне працевлаштоване населення становило 397 осіб. Основні галузі зайнятості: освіта, охорона здоров'я та соціальна допомога — 21,4 %, виробництво — 16,1 %, роздрібна торгівля — 10,1 %, науковці, спеціалісти, менеджери — 9,6 %.